# Statens haverikommission
Statens haverikommission (SHK) er en svensk offentlig kommission, hvis opgave er at undersøge alle typer alvorlige civile og militære ulykker til søs eller i luften. Kommissionen undersøger også mindre hændelser, hvis der var alvorlig risiko for en ulykke.. Deres hovedkvarter ligger i Stockholm.

## Bemærkelsesværdige sager
- M/S Estonia (1994)
- M/V Finnbirch (2006)